# Sostituibilità
La sostituibilità è un principio dell'informatica che asserisce che, se S è un sottotipo di T, allora oggetti dichiarati di tipo T in un programma possono essere sostituiti con oggetti di tipo S (detto in forma equivalente, oggetti di tipo S possono essere "sostituti" per oggetti di tipo T), senza modificare alcuna delle funzionalità richieste al programma (correttezza dei risultati prodotti, compiti svolti, ecc)
Questo principio è spesso usato nell'ambito della programmazione orientata agli oggetti.